# Сауэр, Энди
Энди Теодорус Эдбертус Антониетта Сауэр (нидерл. Andy Theodorus Egbertus Antoinetta Souwer, род. 9 ноября 1982, Хертогенбос) — нидерландский кикбоксер, многократный победитель международных турниров высшей категории. Двукратный победитель турниров K-1 World Max (2005 и 2007). Прозвище — «Разрушитель». Личный рекорд бойца — 156 побед (86 нокаутом), 17 поражений (1 нокаутом) и 1 ничья.

## Биография

### Молодость
Сауэр родился в 1982 году в голландском городе Ден Бош. Начал заниматься спортом в 7 лет. Первый любительский бой провел в 8. С 1989 по 2005 Сауэр тренировался под руководством Йона Де Линга. Свою карьеру в боевых искусствах Энди начал с шутбоксинга. В 16 лет выиграл свой первый международный титул (турнир класса «А») по версии MTBN. В 18 лет был обладателем трех титулов чемпиона мира.

### Профессиональная карьера
Первый международный профессиональный турнир по шутбоксингу, в котором Сауэр принял участие, прошел в 2002 году в Японии. Правила этого вида спорта разрешают удары руками, ногами, локтями, коленями и броски.

### Карьера в К-1
В 2003 году Энди дебютировал в К-1, где допускается только ударная техника, и проиграл Альберту Краусу техническим нокаутом. На тот момент они были с Сауэром одноклубниками. В 2005 в бою с Буакхау По Прамуком ему удалось выиграть этот титул. Голландцу отдали победу после двух дополнительных раундов. В следующем году в финале турнира K-1 таец взял реванш. Бой был остановлен судьей во втором раунде. В 2007 Сауэр повторил триумфальный результат позапрошлого года. В финале он бился с японцем Масато. Секунданты оппонента выбросили полотенце во втором раунде. В 2008 Энди вновь дошел до финала, но покорить вершину второй раз подряд ему не удалось. Украинец Артур Кишенко отправил его в нокаут. В 2009 Сауэр все-таки побеждает Кишенко, выбывает из турнира Буакхау, но проигрывает в финале Джорджо Петросяну.

### Выступления в других промоушенах
После успешной карьеры в К-1 Энди продолжил выступления в других спортивных организациях. В 2012 победил по очкам именитого тайского бойца Кема Ситсонпенонга на чемпионате мира по шутбоксингу. В 2013 проиграл на турнире Yokkao Extreme россиянину Джабару Аскеррову. В 2014 Энди попробовал себя в профессиональном боксе и победил Паата Вордуашвили. Голландский боец также выступал в промоушенах RIZIN, где в дебютном бою ему оппонировал японец в женском платье, и «Легенда» . В 2018 году Энди подписал контракт с One Championship, который позволил ему биться в рамках этой организации как по правилам кикбоксинга, так и по правилам ММА. В смешанных единоборствах его послужной список гораздо более скромный по сравнению с ударными видами — 2 победы при 3 поражениях.
Кроме спортивных побед легендарный боец запомнился любителям единоборств выступлением в лосинах.

### Титулы в профессиональном спорте

#### Шутбоксинг
- 2002 — победитель Чемпионата мира S-cup
- 2004 — победитель Чемпионата мира S-cup
- 2008 — победитель Чемпионата мира S-cup
- 2012 — победитель Чемпионата мира S-cup

#### Кикбоксинг и К-1
- 2005 — победитель K-1 Max World
- 2007 — победитель K-1 Max World
- 2010 — победитель чемпионата по умай-тай по версии W.F.C.A. в первом среднем весе
- 2011 — победитель it´s Showtime (70 кг)
- 2014 — победитель W.F.C.A. World K-1 в первом среднем весе (-69.85 кг)[3]

### Тренерская деятельность
Сейчас помимо выступлений Энди преподает кикбоксинг в «Академии спорта Энди Сауэра», расположенной в родном городе чемпиона — Ден Бош. В зал съезжаются спортсмены со всего мира. Помимо кикбоксинга в нем преподают MMA и BJJ.
Энди Сауэр много ездит по миру и проводит обучающие семинары.

### Карьера в кино
За время своей спортивной карьеры он снялся в нескольких фильмах.